# (32323) 2000 QW60
2000 QW60 (asteroide 32323) é um asteroide da cintura principal. Possui uma excentricidade de 0.07387460 e uma inclinação de 3.25576º.
Este asteroide foi descoberto no dia 26 de agosto de 2000 por LINEAR em Socorro.